# Hortipes robertus
Hortipes robertus är en spindelart som beskrevs av Jan Bosselaers och Rudy Jocqué 2000. Hortipes robertus ingår i släktet Hortipes och familjen flinkspindlar.
Artens utbredningsområde är Kamerun. Inga underarter finns listade i Catalogue of Life.